# Frieding (Andechs)
Frieding ist einer der fünf Gemeindeteile von Andechs im oberbayerischen Landkreis Starnberg. Der berühmteste Sohn der Ortschaft ist der bayerische Volksdichter Georg Queri, welcher hier am 30. April 1879 geboren wurde. Ein vermeintlicher Meteoriteneinschlag am Egelsee machte Frieding 1995 weltberühmt. In diesem – relativ kleinen – Ort gibt es zehn Vereine.

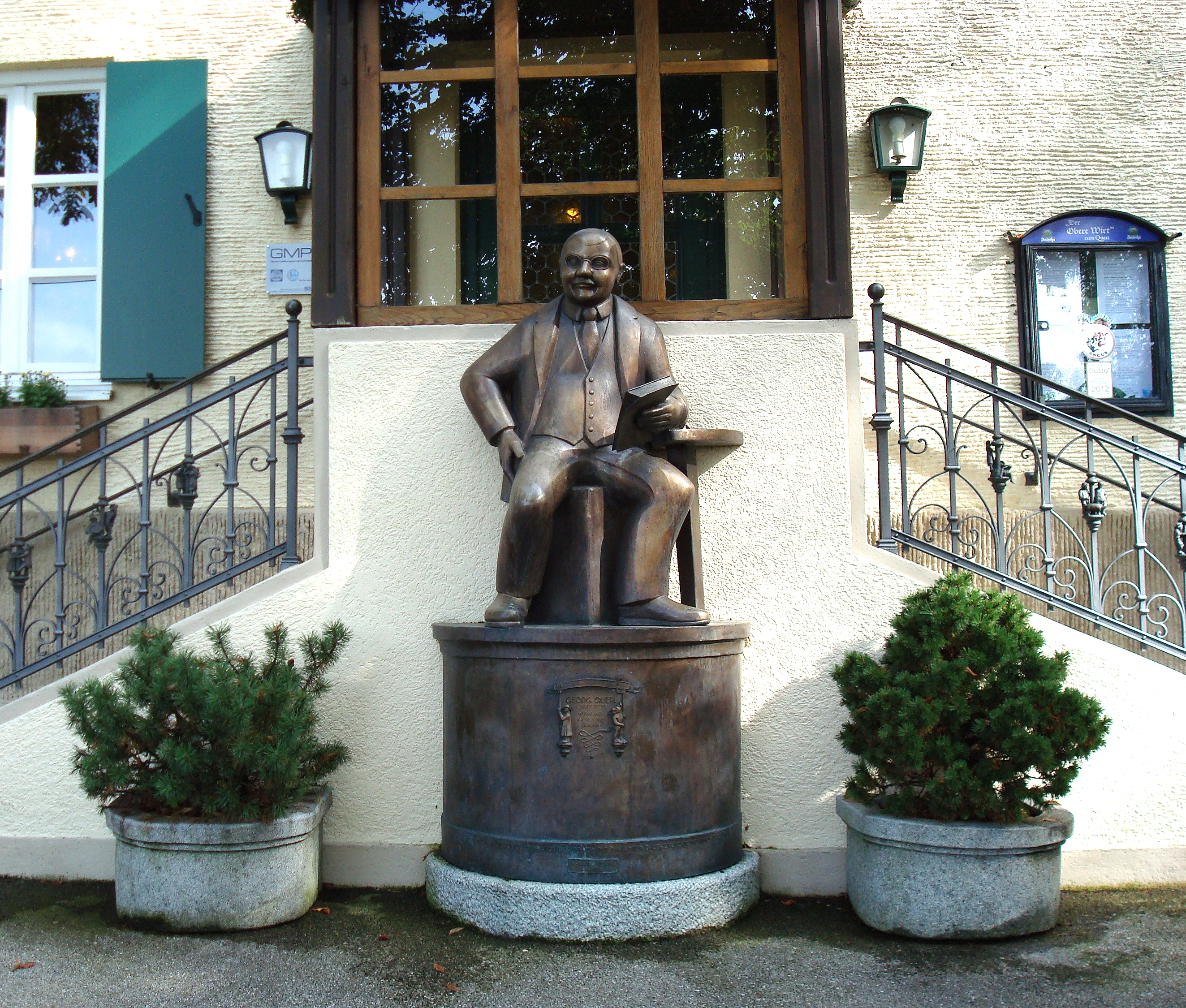
Georg-Queri-Denkmal vor seinem Geburtshaus, dem Gasthof Oberer Wirt zum Queri, in Frieding

## Geographie
Das Pfarrdorf liegt auf einem Endmoränenwall bei einer Höhe von 640 m ü. NN.

## Geschichte

### Frühzeit
Der älteste Fund im Gebiet von Frieding ist eine steinerne, um die 4000 Jahre alte Streitaxt, datierend vom Ende der Jungsteinzeit.
Es wurden Hügelgräber gefunden, die vermutlich 800 bis 400 v. Chr. entstanden sind. Einige sind inzwischen eingeebnet und überackert worden, eine große Anzahl ist aber noch heute in der Landschaft deutlich zu erkennen.

### Römerzeit
Das Gebiet um den Starnberger- und Ammersee war zur Römerzeit relativ dicht besiedelt. So ging eine von Gauting ausgehende Römerstraße über die Friedinger Fluren bis nach Kempten. Die Römer brannten in einer Ortschaft namens „Blattenstein“ (ein Gebiet, das zu Frieding gehört) Ziegel und errichteten dort auch eine Pflanzschule.

### Mittelalter
Frieding wurde das erste Mal urkundlich als Frutinnen 1123 in einer Schenkungsurkunde der Grafen von Andechs erwähnt. Ein Bediensteter des Grafen von Andechs namens Luitfried von Frutinnen diente bei der Schenkung als Zeuge.
Gegründet wurde es vermutlich auch zu der Zeit, als die Orte mit -ing Endung entstanden, also um das 6. Jahrhundert n. Chr. Sicher sind sich die Historiker über den Ursprung des Namens von Frieding beziehungsweise seiner alten Schreibweisen Frouetingen, Vrouttingen, Vrouting oder Fruittingen: Vrou oder Frou bedeutet nichts anderes als Frau. Es ist auch möglich, dass Frieding von einer Frau gegründet wurde.

### Dreißigjähriger Krieg
Der Dreißigjährige Krieg ging auch an Frieding nicht spurlos vorüber. Sowohl die feindlichen wie die eigenen Soldaten zogen plündernd, brandschatzend, mordend und vergewaltigend durch das Dorf. Zu den Soldaten kamen noch andere Katastrophen wie Missernten, Stürme, Frost und die Pest, die von Wallfahrern eingeschleppt wurde. Anfang 1634 wurde, mündlichen Überlieferungen zufolge, das gesamte Dorf niedergebrannt. Nach einigen Jahren der Erholung kamen 1646 nochmals die eigenen Soldaten zurück, welche aber schlimmer wüsteten als alle feindlichen Truppen vor ihnen. Erst das Ende des Krieges, mit dem Westfälischen Frieden, brachte wieder Ruhe und Frieden nach Frieding.

### Königreich Bayern
Im Zuge der Säkularisation im Jahre 1803 wurde auch das Kloster Andechs aufgelöst und der Besitz verstaatlicht. Dies hatte zur Folge, dass die Friedinger Nachbarortschaft Widdersberg der Pfarrei Frieding zugeordnet wurde. Graf Toerring aus Seefeld hob zu dieser Zeit auch die Leibeigenschaft für die Friedinger Bauern auf, und 1807 wurde Frieding eine eigene Gemeinde (bis 1978).
Bemerkenswert ist, dass Frieding zu jener Zeit nur unwesentlich kleiner als die heutige Kreisstadt Starnberg war:
| Frieding:  | 50 bewirtschaftete Anwesen mit 234 Einwohnern |
| Starnberg: | 63 bewirtschaftete Anwesen mit 297 Einwohnern |

Einer Eintragung im Grundsteuerverzeichnis von 1811 zufolge ist es sicher, dass es in Frieding schon eine Schule gab. Aber erst 1825 wurde ein eigenes Schulhaus dafür errichtet, welches bis ins Jahr 1972 gute Dienste für die Friedinger und Widdersberger Schüler verrichtete.
Im Deutsch-Französischen Krieg dienten neun Friedinger, von denen acht wieder zurückkamen.

### Erster und Zweiter Weltkrieg
Im Ersten Weltkrieg dienten 27 junge Friedinger, wovon 16 nach dem Krieg als gefallen oder vermisst galten.
Die Zeiten nach dem Krieg waren auch für die Friedinger, mit Inflation, Weltwirtschaftskrise und Missernten, schlimm. Doch wie es in schlechten Zeiten so ist, hielten die Menschen dadurch stärker zusammen, was sich in den Vereinsgründungen zu jener Zeit spiegelt.
Von allen wehrfähigen Männern aus Frieding, die in den Zweiten Weltkrieg zogen, kamen 24 nicht wieder nach Hause. Frieding hatte aber auch eine strategische Bedeutung: Auf den Friedinger Fluren wurde ein Scheinflughafen errichtet, der die Alliierten von den echten Flughäfen in Oberpfaffenhofen und Penzing ablenken sollte. 1943 wurden die Friedinger Kirchenglocken wegen Materialnot eingeschmolzen und zu Munition und Waffen verarbeitet.

### Nachkriegszeit
Das erste Ziel, das sich die Einwohner in der Nachkriegszeit setzten, war die Beschaffung von neuen Glocken. Unter anderem finanziert von Theateraufführungen der Friedinger Theatergruppe, konnte die Glockenweihe am 3. März 1949 gefeiert werden.
In den 1960er Jahren wurden die Straßen nach und innerhalb von Frieding asphaltiert.
Die Gemeindegebietsreform zwang die bis dahin eigenständige Gemeinde Frieding mit 484 Einwohnern, sich für den Anschluss an Herrsching am Ammersee oder Erling-Andechs zu entscheiden. Am 31. August 1975 fiel die Wahl im Gemeinderat auf Erling-Andechs. Am 1. Januar 1978 wurde die Eingemeindung wirksam, einen Tag, bevor die Gemeinde Erling-Andechs amtlich in Andechs umbenannt wurde.

## Das Loch vom Egelsee
Frieding erlangte weltweite Berühmtheit am 4. März 1995: Eine Kultursprengung eines ortsansässigen Sprengmeisters wurde von einer Polizeihubschrauberbesatzung als Meteoriteneinschlag missgedeutet. Das Missverständnis konnte erst am darauffolgenden Tag aufgeklärt werden. Das Problem war jedoch, dass die Meldung schon durch die Presse ging. Tausende Wissenschaftler, Hobbyastronomen, Journalisten und begeisterte Bürger wollten das Loch (zwölf Meter breit, drei Meter tief) aus nächster Nähe bestaunen. Es sollen sogar Wissenschaftler aus Japan angerufen haben.

## Baudenkmäler
Siehe auch: Liste der Baudenkmäler in Andechs#Frieding
- Katholische Pfarrkirche St. Pankratius

## Vereine
- Blaskapelle Frieding
- Förderverein Kinderhaus Sternschnuppe e. V.
- Freiwillige Feuerwehr Frieding
- Landjugend Frieding
- Obst- und Gartenbauverein Frieding
- Trachtenverein Eichentaler
- Veteranenverein Frieding

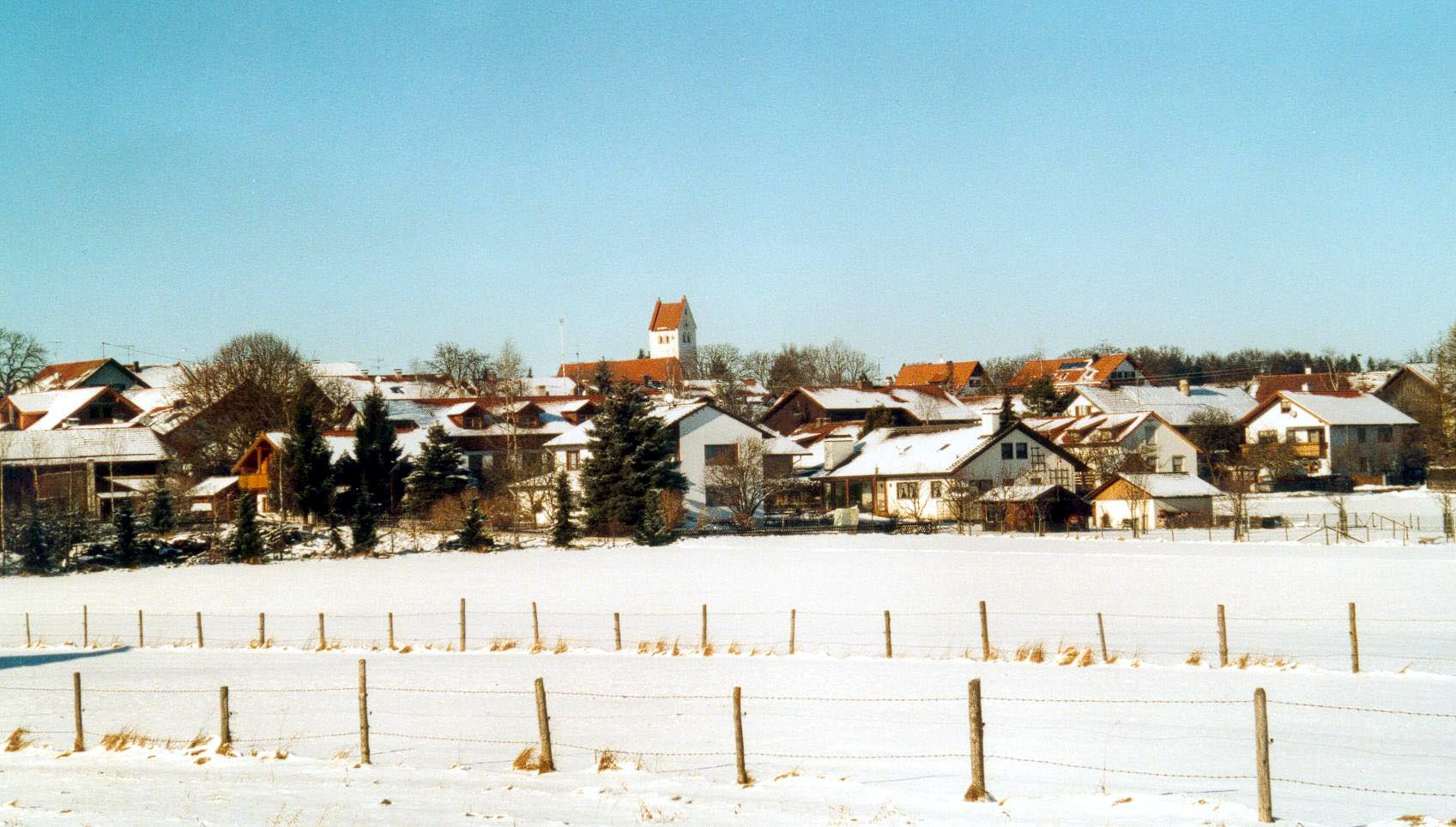
Frieding im Winter
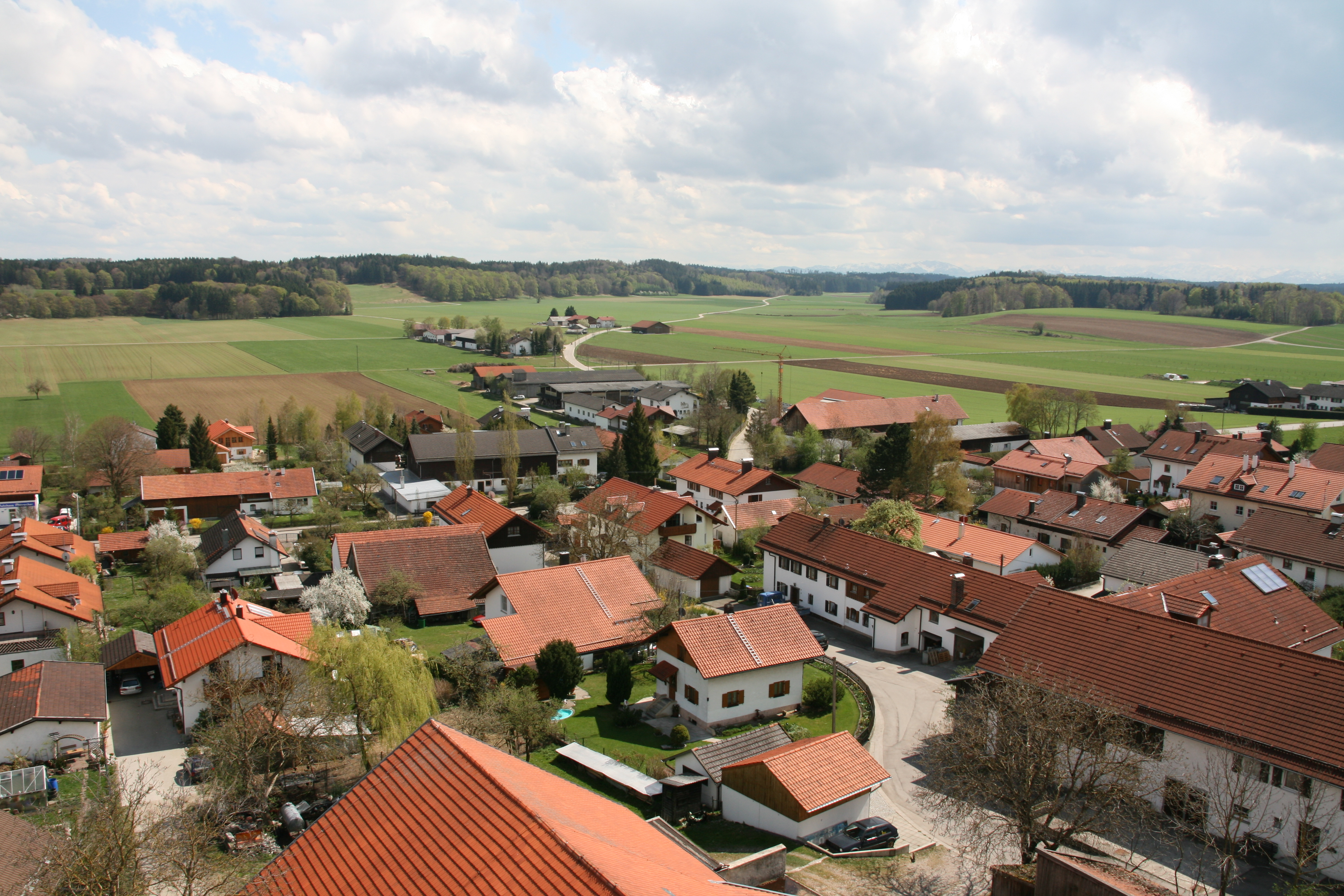
Blick in Richtung Süd-Osten
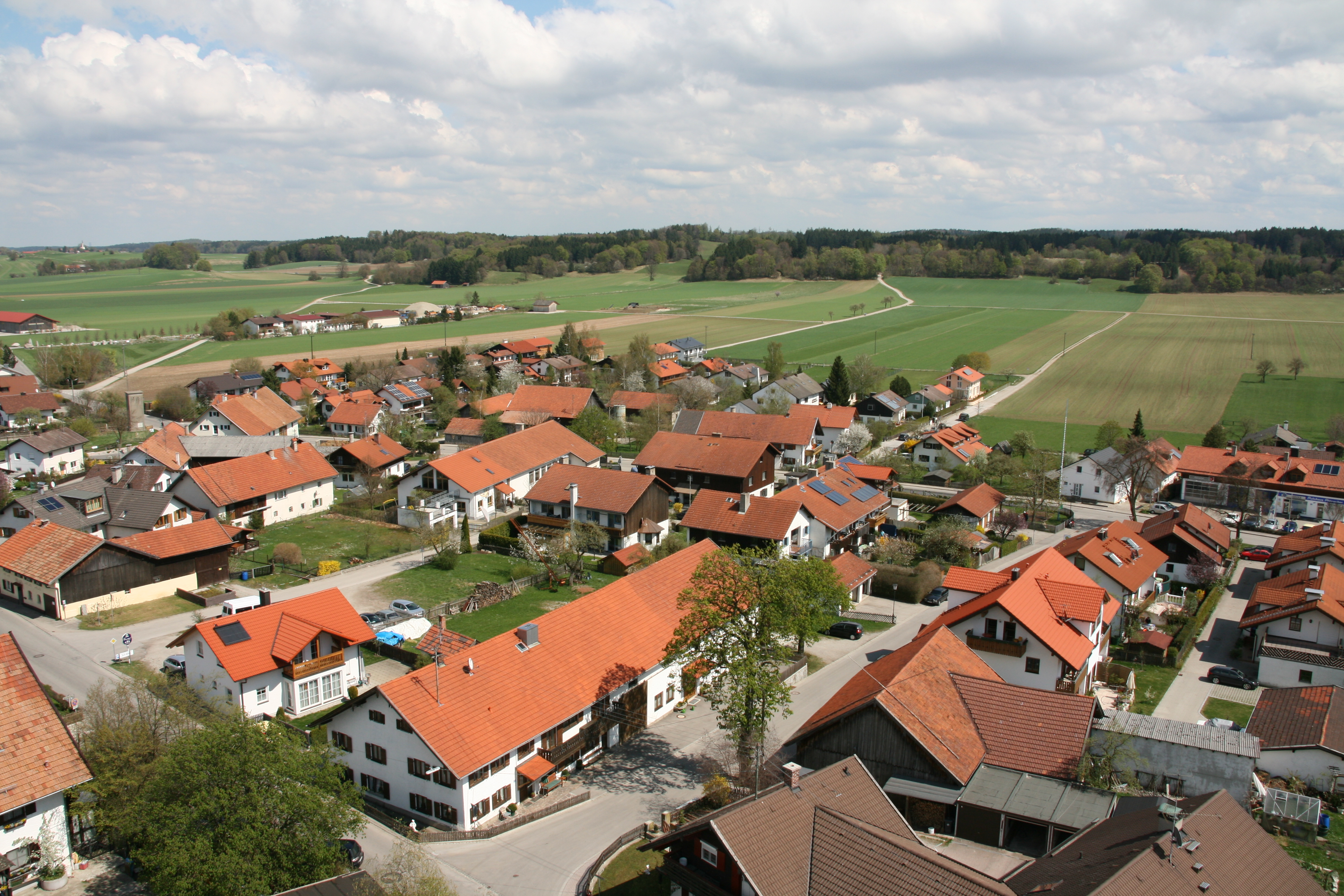
Blick in Richtung Nord-Osten
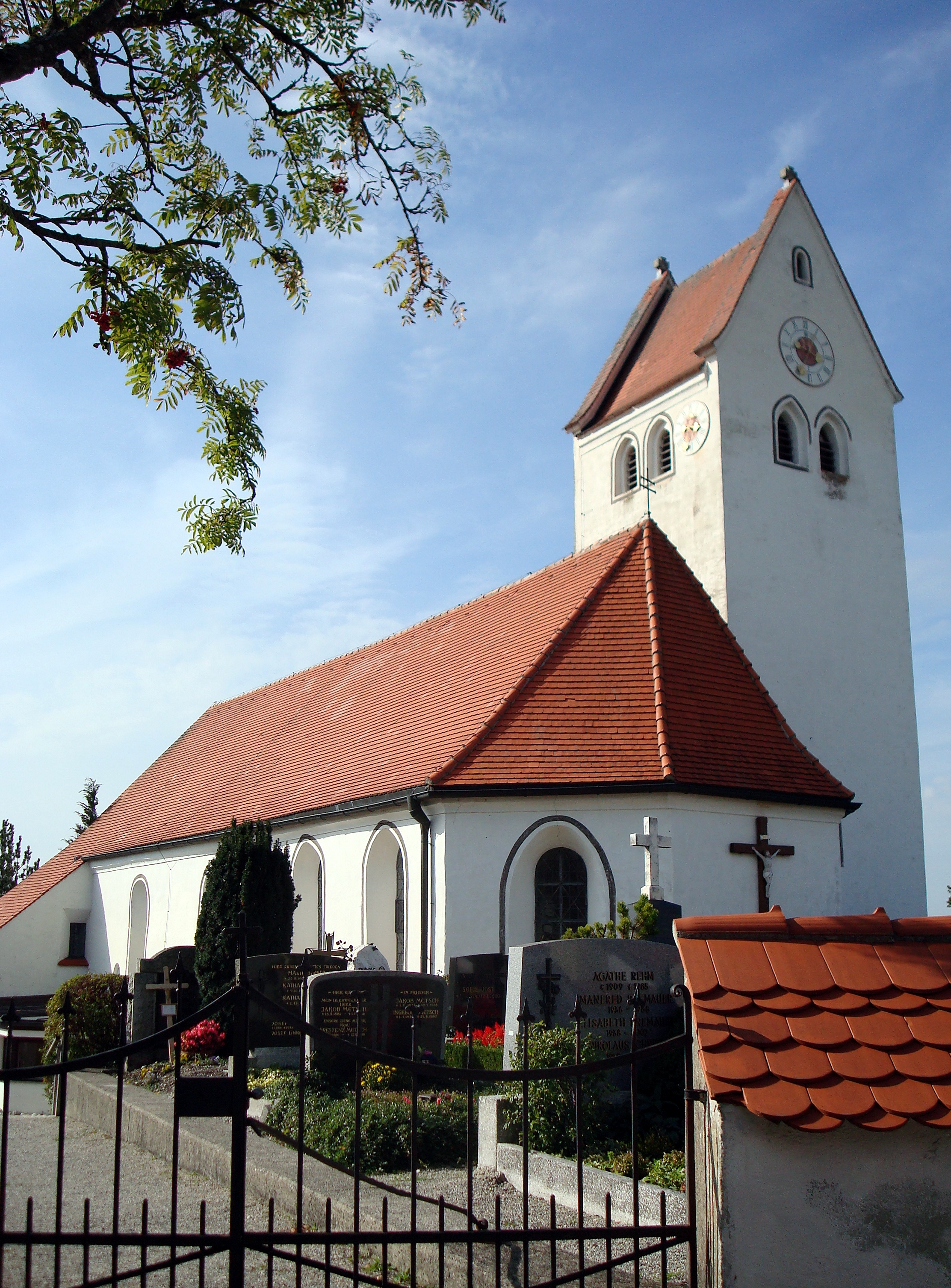
Kirche St. Pankratius